# Clive Martin
 (juin 2020).
Pour les articles homonymes, voir Martin.
Clive Martin est un producteur de musique anglais né à Londres. Il produit des groupes tels que les Negresses Vertes, Red Cardell,  Silmarils, Dolly, Les Wampas, Superbus ou Catleya.

## Albums réalisés
- 1986 : A Kind of Magic de Queen
- 1987 : Highlander Soundtrack de  Queen
- 1988 : The Last Emperor de David Byrne
- 1989 : The Lion de Youssou N'Dour
- 1989 : Hole de Apple Mosaïc
- 1990 : Mlah des Négresses vertes
- 1991 : Famille nombreuse  des Négresses vertes
- 1992 : Dans les Rues D'Ici  des French Lovers
- 1993 : Re-mixes des Négresses vertes
- 1995 : Silmarils de Silmarils
- 1996 : Live de Skunk Anansie
- 1997 : Original Karma de Silmarils
- 1998 : Dolly de Dolly
- 2000 : Je vis à l'intérieur de My Favorite Dentist is Dead
- 2001 : Aeromusical de Superbus
- 2002 : 4 Life de Silmarils
- 2002 : Live in Cardiff des Stereophonics
- 2002 : Plein air de Dolly
- 2003 : Never trust a guy who after having been a punk, is now playing electro des Wampas
- 2003 : Never Trust a Live! des Wampas
- 2004 : Tous des Stars de Dolly
- 2005 : Si la vie c'est ça de Arkol
- 2005 : Et Alors du Maximum Kouette
- 2007 : Clandestine de Brooklyn
- 2007 : Do you like Boys de The Dodoz
- 2007 : Rien Ne Presse de Catleya
- 2009 : Wallace de  Naive New Beaters
- 2010 : Soleil blanc de Red Cardell
- 2011 : eskemo 1.v1 de Eskemo
- 2016 : Blues, Booze & Rock ‘N’ Roll de Manu Lanvin